# Едрениково
Едрениково (мкд. Едрениково) је насеље у Северној Македонији, у југоисточном делу државе. Едрениково је у саставу општине Васиљево.

## Географија
Едрениково је смештено у југоисточном делу Северне Македоније. Од најближег града, Струмице, насеље је удаљено 12 km северно.
Насеље Едрениково се налази у историјској области Струмица. Насеље је положено на северозападном ободу плодног Струмичког поља, на месту где се оно издиже у прва брда планине Смрдеш. Надморска висина насеља је приближно 320 метара. 
Месна клима је блажи облик континенталне због близине Егејског мора (жарка лета).

## Становништво
Едрениково је према последњем попису из 2002. године имало 225 становника.
Већинско становништво у насељу су етнички Македонци (99%). 
Претежна вероисповест месног становништва је православље.